# Witsarut Himmarat
Witsarut Himmarat (em tailandês: วิศรุต หิมรัตน์; nascido em 6 de janeiro de 1993), também conhecido pelo apelido Most (em tailandês: โมสต์), é um ator tailandês da Broadcast Thai Television Company ou também conhecido como Channel 3. Ele é mais conhecido por seu papel como Joi em Bupphesanniwat.

## Vida pessoal
Witsarut nasceu em 6 de janeiro de 1993 no Udontani Hospital. Ele é natural da Província de Nong Khai. Ele é o segundo filho de quatro filhos e tem dois irmãos e uma irmã. Witsarut se formou na Faculdade de Belas Artes da Universidade Srinakharinwirot. Witsarut começou sua carreira de ator no Nong Mai Rai Borisut em 2012, seu papel era Phupha, com o Channel 3.

## Filmografia

### Cinema
| Ano  | Título                  | Personagem | Notas            |
| ---- | ----------------------- | ---------- | ---------------- |
| 2015 | Water Boyy: The Movie   | Karn       | Papel recorrente |
| 2021 | Om! Crush on Me         |            | Papel recorrente |
| 2023 | The Loser Swagger       | X          | Papel principal  |
| 2025 | A Useful Ghost          | March      | Papel principal  |
| 2025 | Tee Yai: Born to Be Bad |            | Papel principal  |

### Televisão
| Ano  | Título                             | Personagem  | Notas            | Canal        |
| ---- | ---------------------------------- | ----------- | ---------------- | ------------ |
| 2015 | Bang Rajan                         | Young Uttin | Papel recorrente | Channel 3    |
| 2015 | Dead Time Stories                  | Keng        | Papel principal  | GMM 25       |
| 2018 | Bupphesanniwat                     | Joi         | Papel recorrente | Channel 3    |
| 2020 | Fah Fak Ruk                        | Toi         | Papel recorrente | Channel 3    |
| 2020 | My Husband in Law                  | Not         | Papel recorrente | Channel 3    |
| 2020 | Love You My Arrogance              | Pete        | Papel recorrente | Channel 3    |
| 2021 | I See Dead People                  | Jim (Ep. 7) | Papel convidado  | Channel 3    |
| 2021 | The Revenge                        | Awut        | Papel recorrente | WeTV         |
| 2022 | Love You My Arrogance 2ª Temporada | Pete        | Papel recorrente | Channel 3    |
| 2022 | Love Packing Factory               | Bird        | Papel recorrente | Workpoint TV |
| 2023 | Club Friday Moments & Memories     | Nathee      | Papel principal  | One31        |
| 2023 | Bupphesanniwat 2ª Temporada        | Joi         | Papel recorrente | Channel 3    |
| 2024 | Never Enough                       | Thep        | Papel recorrente | Channel 3    |
| 2025 | The Next Prince                    | Wethis      | Papel recorrente | One31, iQIYI |

### Sitcom
| Ano       | Título      | Personagem |
| --------- | ----------- | ---------- |
| 2013–2015 | Ruk Jad Tem | Kan Yaw    |

### Peças de teatro
| Ano  | Título                      | Personagem         |
| ---- | --------------------------- | ------------------ |
| 2013 | วัยวันวาน                     | Jord               |
| 2016 | Dans le Noir ในความมืด       | Satanon            |
| 2017 | ตึกคุณหญิงหรี่                   | Somyot             |
| 2018 | The Return of Wanthong 2018 | Jameun Wai (jovem) |